# Rodolfo Fogwill
Rodolfo Enrique Fogwill (Buenos Aires, 15 de julho de 1941 — 21 de agosto de 2010) foi um escritor argentino.

## Vida
Estudou sociologia e foi professor da Universidade de Buenos Aires, editor, ensaísta e colunista especializado em comunicação, literatura e política cultural.
Faleceu em Buenos Aires aos 69 anos por um problema pulmonar provocado por seu vício em cigarro.

## Livros
- Coletâneas de poemas - Las Horas de Citar
- Romance - Los Pichiciegos